# El Pont de Suert
Pour les articles homonymes, voir Pont (toponyme).
El Pont de Suert est une commune de la comarque de l'Alta Ribagorça dans la province de Lérida en Catalogne (Espagne).
On y parle le ribagorçan, une variante de catalan qui présente certains points communs avec l'aragonais.

## Démographie
Elle comptait 2 167 habitants en 1996.

## Personnalités
- Jesús Alturo i Perucho (1954-), paléographe, philologue et historien de la culture catalan, est né à El Pont de Suert.